# Eldens hemlighet
Eldens hemlighet är en barnbok av Henning Mankell från 1995. Boken är den första boken av de tre berättelserna om Sofia. De andra är Eldens gåta och Eldens vrede.
Boken är enligt sig självt baserad på en verklig historia, då Mankell ska ha haft brevkontakt med Sofia, huvudpersonen.